# Antonio de Cabezón
Antonio de Cabezón (né à Castrillo Mota de Judíos en 1510 et mort à Madrid le 26 mars 1566) est un organiste et compositeur espagnol.
Aveugle depuis son plus jeune âge, il devint rapidement très célèbre en tant qu'organiste et entra au service de la famille royale d'Espagne. Il est considéré comme un des compositeurs les plus importants de son époque et le premier grand compositeur espagnol pour les instruments à clavier (clavecin et orgue).

## Biographie
Il devient aveugle alors qu'il est enfant, probablement à l'âge de 8 ans.
On sait qu'il a accompagné le roi Philippe II d'Espagne en Angleterre lorsque celui-ci rendit visite à la reine Marie Ire.

## Œuvres

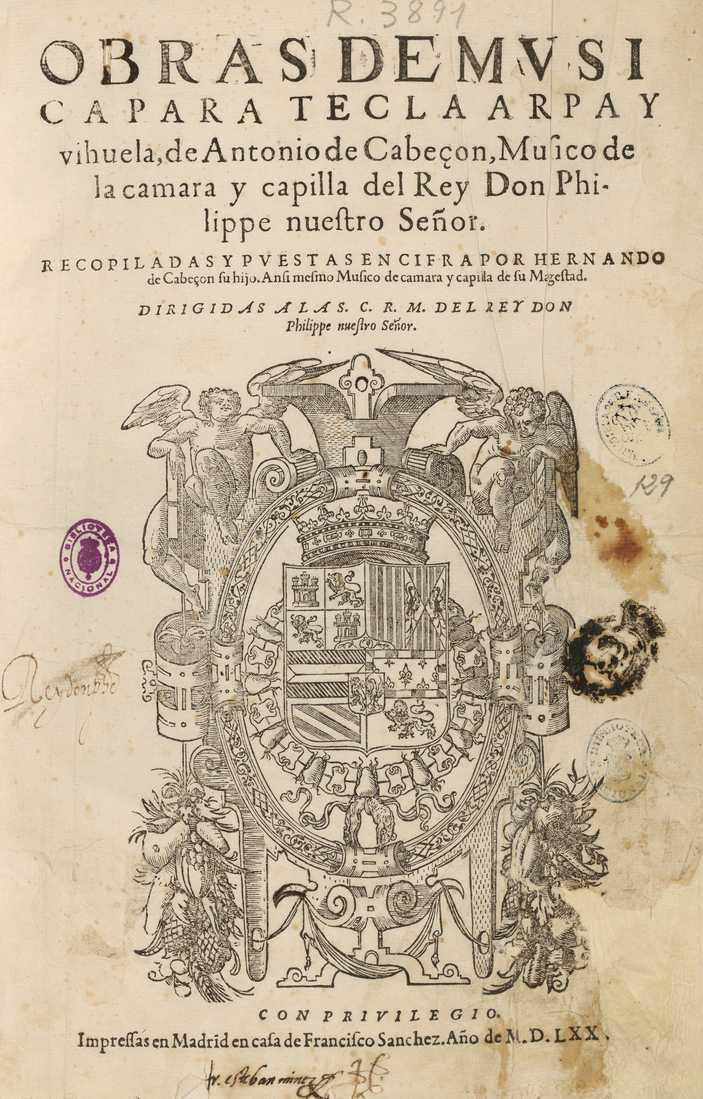
Obras de música para tecla, arpa y vihuela (Madrid, Francisco Sánchez, 1578).

Ses œuvres pour l'orgue sont parmi les plus anciennes qui soient écrites spécifiquement pour cet instrument. Un nombre important a été conservé, et reste disponible en éditions modernes. Il est surtout réputé pour ses tientos, pièces concises et inspirées, destinées à un usage liturgique et ses diferencia, sorte de variations (Diferencias sobre el Canto del caballeros, Diferencias sobre Las vacas).
Dans la préface on peut lire :
| « Es Dios tan liberal en las recompensas que da por lo que a los hombres quita, que por el usufructo de la vista corporal q[ue] quito a Antonio de Cabeçon, le dio una vista marauillosa del animo abriendole los ojos del entendimiento para alca[n]çar las subtilazas grandes desta arte y llegar en ella a donde hombre humano jamas llego. » — Hernando de Cabezón, Préface des Œuvres pour clavier, harpe et vihuela. |  |  | « Dieu est si libéral dans ses récompenses qu’il rend ce qu’il enlève aux hommes ; ainsi, en échange de l’usage corporel de la vue qu’il enleva à Antonio de Cabezón, il lui donna une vue merveilleuse de l’âme, lui ouvrant les yeux de l’entendement pour atteindre les grandes subtilités de cet art et le faire arriver là où jamais personne n’est arrivé. » |

## Discographie
- Antonio de Cabezón - Obras de Música par Claudio Astronio (orgue, clavecin), Harmonices Mundi, La Moranda et Quartetto italiano di viola da gamba (1995-2001, éditions Stradivarius - réédition 2012, Brilliant Classics)
- Hortus Voluptatis : Chansons pour orgue de la Renaissance par Juliette Grellety-Bosviel à l'Orgue Mounier de Francheville (Eure) (2003, Éditions Hortus 029) 5 diapason.
- Soledad sonora, Musique pour clavier du siècle d'or espagnol : Antonio de Cabezón, Tomás de Santa María et Joan Magrané Figuera - Jesús Noguera Guillén, clavecin Christopher Jones, d’après Andreas Ruckers, Anvers 1637 et clavicorde Émile Jobin (février 2019, Initiale INL 03).